# Ласло Немет
Ласло Немет (на унгарски: Németh László) е унгарски писател.

## Биография
Роден е в Надбаня, Австро-Унгария (днес Бая Маре, Румъния) на 18 април 1901 година. През 1925 година завършва дентална медицина.
Започва да работи като заболекар в Будапеща, не след дълго заболява от туберкулоза. През следващите години работи като училищен лекар и се занимава с литература, като скоро се налага като водеща фигура в литературния кръг около списание „Нюгат“. Започва да издава списание „Тану“ през 1930-те години. Автор е на романи, често със социална и селска тематика.
Ласло Немет умира в Будапеща на 3 март 1975 година.

## Признание
- 1951 – Награда „Атила Йожеф“ за превода му на „Анна Каренина“ от Лев Толстой
- 1957 – Наградата „Кошут“ (дарява паричната част на наградата на библиотеката на гимназия Hódmezővásárhely)
- 1961 – Златен медал за цялостно творчество[2]
- 1965 – Хердерова награда
- 1968 – Награда „Batsányi“

## Произведения

### Романи
- Emberi Színjáték / Човешка комедия (1929)
- Gyász / Траур (1935)
- Bűn / Вина́ (1937)
- Iszony / Отвращение (1947)
- Égető Eszter / Естер Егетьо (1956)
- Irgalom / Милост (1965)

### Драми
- Bodnárné (1931)
- II. József
- VII. Gergely
- Villámfénynél (1936)
- Pusztuló magyarok (1936—1946)
- Papucshős (1938)
- Erzsébet-nap (1940-46)
- Széchenyi (1946)
- Eklézsia-megkövetés(1946)
- Husz János(1948)
- Galilei (1953)
- Az áruló (1954)
- Petőfi Mezőberényben(1954)
- Apáczai (1955)
- A két Bolyai (1961)
- Csapda
- Gandhi halála
- Nágy próféta (verses)
- Utazás(1961)
- Nagy család
- Harc a jólét ellen(1964)
- Szörnyeteg

### Есеистика
- A minőség forradalma (1940)
- Készülődés (1941)
- Kisebbségben (1942)
- Sajkódi esték (1961)
- A kísérletező ember (1963)